# Santuario del Santissimo Crocifisso (Brienza)
Il Santuario del SS Crocifisso del Sacro Monte di Brienza è situato a Brienza (Basilicata, provincia di Potenza) ed è uno fra i più antichi Santuari dell'Italia meridionale e meta di pellegrinaggio sin dal 1238. Il Sacro Monte è situato nel Parco nazionale dell'Appennino Lucano Val d'Agri Lagonegrese, dominante sulla Valle del Melandro.

## Storia
La devozione al SS. Crocifisso risale ai primi anni del 1200. L'istituzione della cappella sull'omonimo monte risale al 1238 quando, a seguito di un miracolo avvenuto nei paraggi, il popolo di Brienza in segno di devozione e riconoscenza costruì la piccola chiesa.

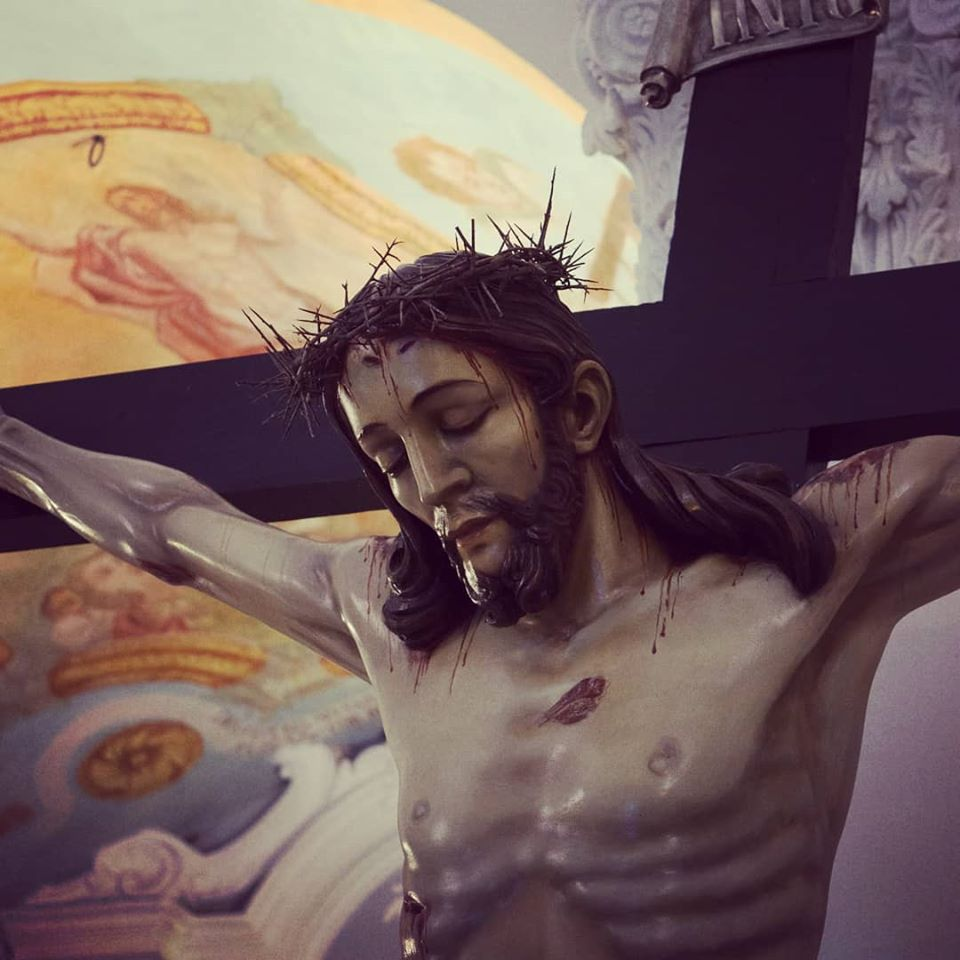
La Sacra Effigie del SS Crocifisso del Sacro Monte di Brienza

Proprio nel 1238, il territorio di Brienza viene concesso da Federico II di Svevia ad un nuovo feudatario, Gentile da Preturo, signore di Tito e di Calvello. Fu quindi per trovare conforto ai propri affanni quotidiani che i Brienzani eressero quel primo tempietto che, come avviene ancora oggi la prima domenica di maggio e la terza domenica di settembre, cominciarono ad affollare quel luogo, tanto che intorno al 1375 fu istituito il “subpatronato del Crocifisso”, un'associazione laica che si prefiggeva lo scopo di sostenere e diffondere il culto del Crocifisso.
Del 1659 è il primo intervento documentato sulla cappella del Crocifisso, quando, come testimonia l’iscrizione posta sull’architrave della porta di ingresso, fu ristrutturata presumibilmente per rendere grazia a Dio dello scampato pericolo costituito dalla pestilenza del 1656 o del rovinoso terremoto del 1646.
Altro momento importante per la cappella del Crocifisso è la realizzazione dell'affresco raffigurante il compianto sulle spoglie di Gesù morto, terminato nel 1773 da autore ignoto. Con atto del Notaio Antonio Bruno di Brienza, del 10 novembre 1759 la concittadina Laura Labriola donava alla Chiesa un cofanetto contenente una sacra reliquia del legno della Croce autenticata dal sigillo delle autorità vaticane, a testimonianza della grande attenzione per il Crocifisso, che nel tempo, aumentava sempre più nei brienzani.
Soltanto nel 14 luglio del 1814 l'ultimo Vescovo di Marsico e Grumento dichiarò “il monte dove trovasi eretta tal cappella, Monte Sacrato”, dopo che furono accertate le numerosissime e segnalate grazie che i fedeli ottenevano dall'immagine del Cristo miracoloso, che in essa si venerava specialmente accompagnando Gesù dal paese al Monte.
Successivamente “dal Sommo Pontefice Pio VII fu Essa aggregata alla Basilica di Santa Croce in Gerusalemme in Roma … e di conseguenza gode di tutte le indulgenze addette alla su menzionata Basilica, quanto a tutte le altre Chiese del medesimo Ordine, non solo ma altresì in questo Santo Luogo si acquistano quelle indulgenze che potrebbe uno acquistare visitando i Luoghi Santi di Gerusalemme”.

## Il Santuario

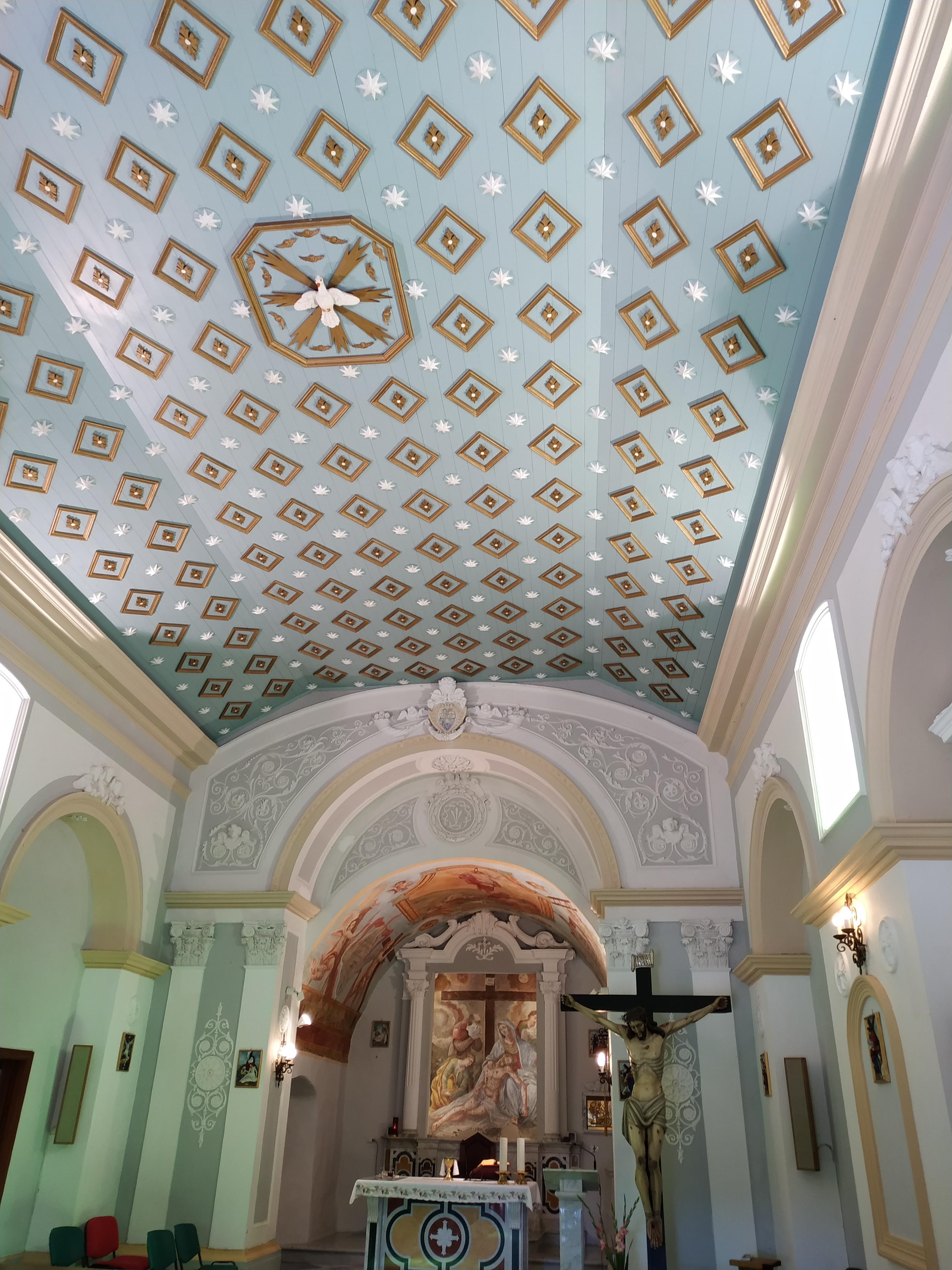
Interni del Santuario del SS Crocifisso Brienza

Il Santuario è collocato sul Monte Sacrato omonimo, a 1100 m s.l.m. La chiesa ad unica navata, a pianta rettangolare, ha una forma di croce latina con squarci di affreschi che risalgono al XVIII secolo. Oltrepassata la porta principale, lo sguardo è colpito dal soffitto ligneo grigio-verde, decorato da cornicette romboidali dorate ed al centro una colomba bianca.
Lateralmente si trovano, da entrambi i lati, due altari e al di sopra delle rispettive mensole dove sono collocati due dipinti: uno raffigurante Maria Addolorata a destra, datato 1879 e Gesù in preghiera nell'orto dei Getsemani a sinistra, datato 1874. L'abside, sormontato da un arco trionfale decorato a gessetti, presenta una volta totalmente affrescata: il soggetto rappresentato è Gesù al momento dell'Ascensione.

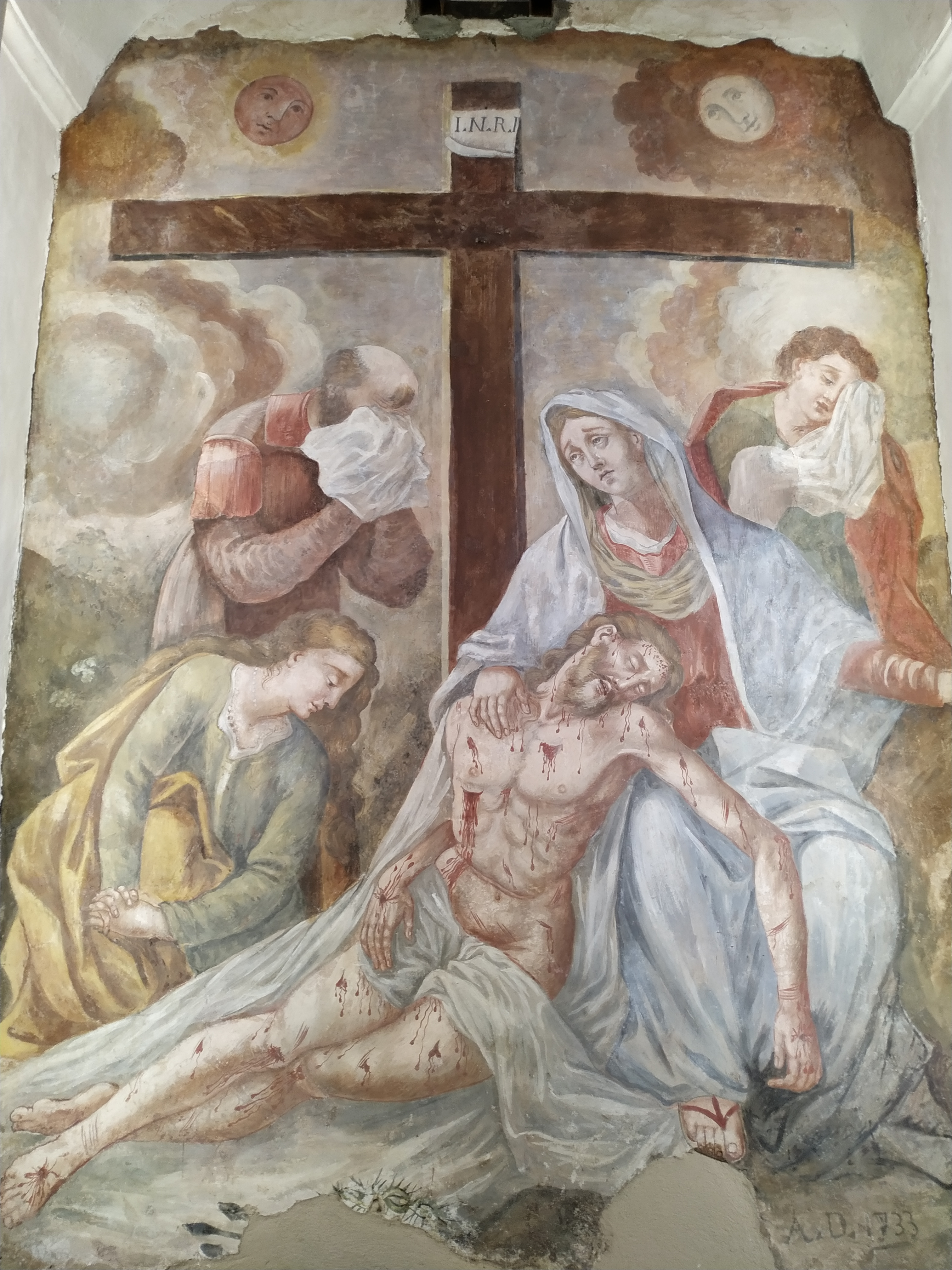
Affresco nel santuario del SS. Crocifisso di Brienza: la Pietà

Nell'altare maggiore si può ammirare il più importante degli affreschi presenti nella cappella. Datato al 1733, tale affresco rappresenta la Pietà e suscita particolare interesse la cura nel dettaglio, come i segni di frustate sul corpo di Gesù e la precisa resa delle fisionomie dei personaggi. Al centro regna indiscusso il mesto volto della Madonna che con atteggiamento di rassegnazione compiange la morte del Figlio.

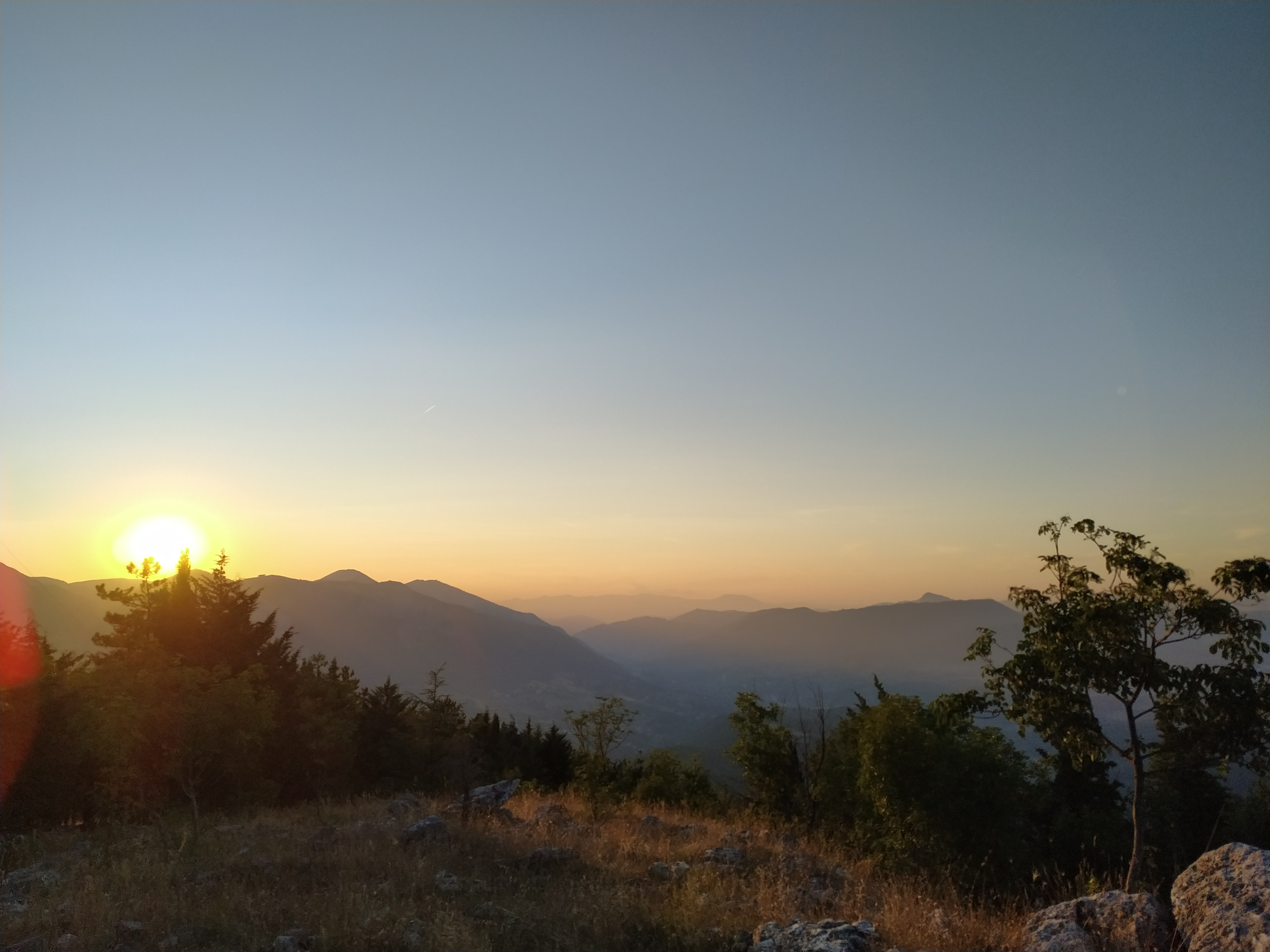
Vista dal Sacro Monte di Brienza nel Parco Nazionale dell'Appennino Lucano

## La festività
I festeggiamenti al SS. Crocifisso del Sacro Monte di Brienza sono fra i più sentiti dalla popolazione locale e dei dintorni, e si organizzano nel seguendo modo: rito di andata a maggio ascendente dalla Chiesa madre di Brienza al Santuario in cima al Monte Sacrato, e rito discendente di ritorno a settembre, quando dal Monte si torna in città.

### Maggio: la salita
Nella prima domenica di maggio (originariamente il giorno 3, ricorrenza liturgica dell'Invenzione della Croce) si compie il pellegrinaggio del SS Crocifisso al Monte Sacrato. Dalla Chiesa della SS. Annunziata fino al Santuario sul monte (originariamente dalla Chiesa Madre dell'Assunta), lungo un percorso di circa 5 km, prende vita una solenne processione: la Madonna Addolorata accompagna il figlio Gesù in processione fino al largo San Nicola allo Spineto dove, dopo una funzione religiosa, le due immagini si separano.

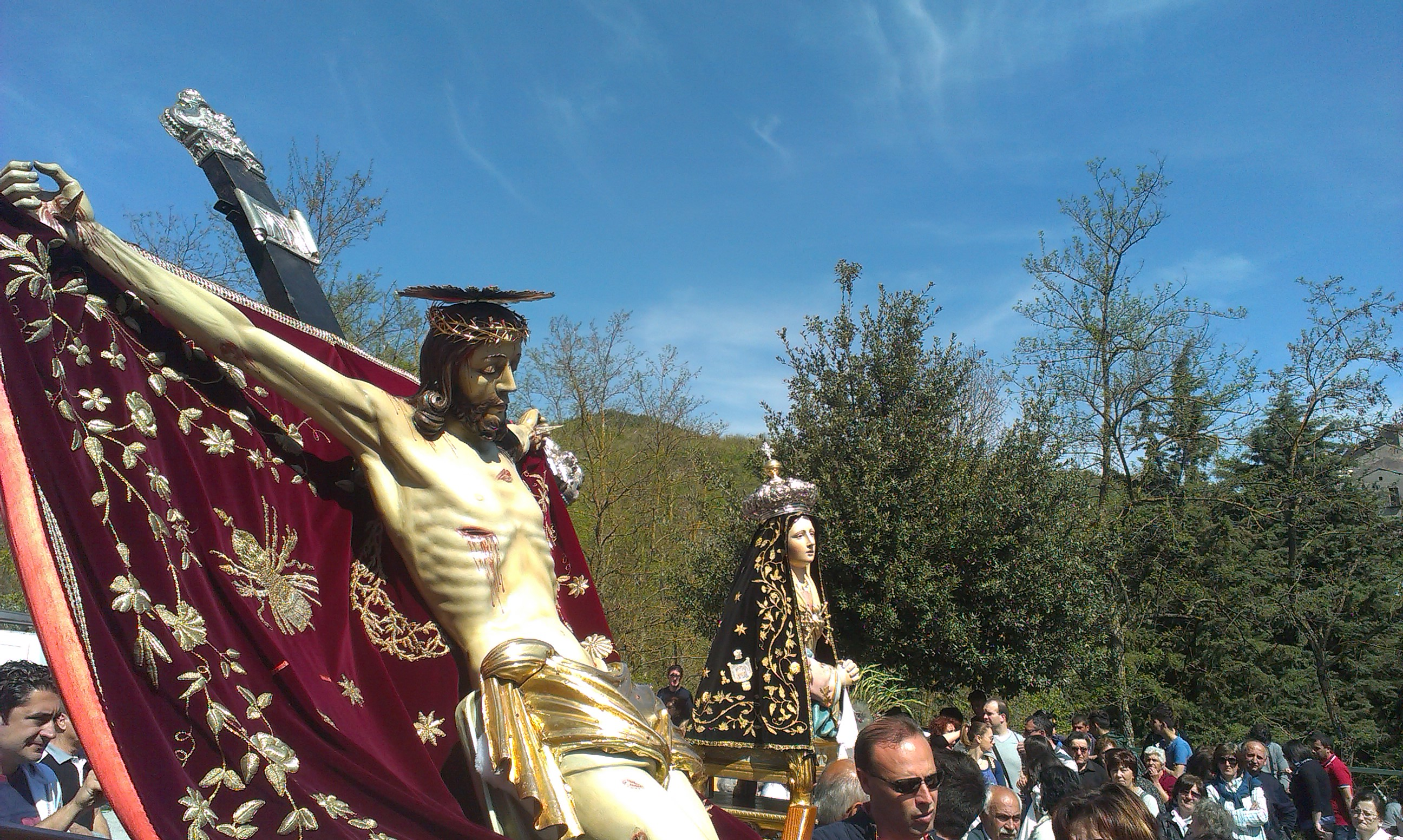
Il SS Crocifisso e Maria Addolorata nell'ultimo "saluto" prima dell'ascesa al Sacro Monte

La Madonna Addolorata rientra nella chiesa dell'Annunziata mentre Gesù Crocifisso viene portato a spalla fino al Santuario per un cammino ripido e faticoso segnato dalle colonnette della Via Crucis. Il lungo ed intenso pellegrinaggio non di certo intimorisce i fedeli, fra i quali c'è ancora chi, oltre alla Sacra Immagine di Gesù, porta sul proprio capo i cinti: antiche e pesanti strutture di legno alle quali vengono applicate delle candele votive, decorate a seconda della propria fantasia e gusto artistico.

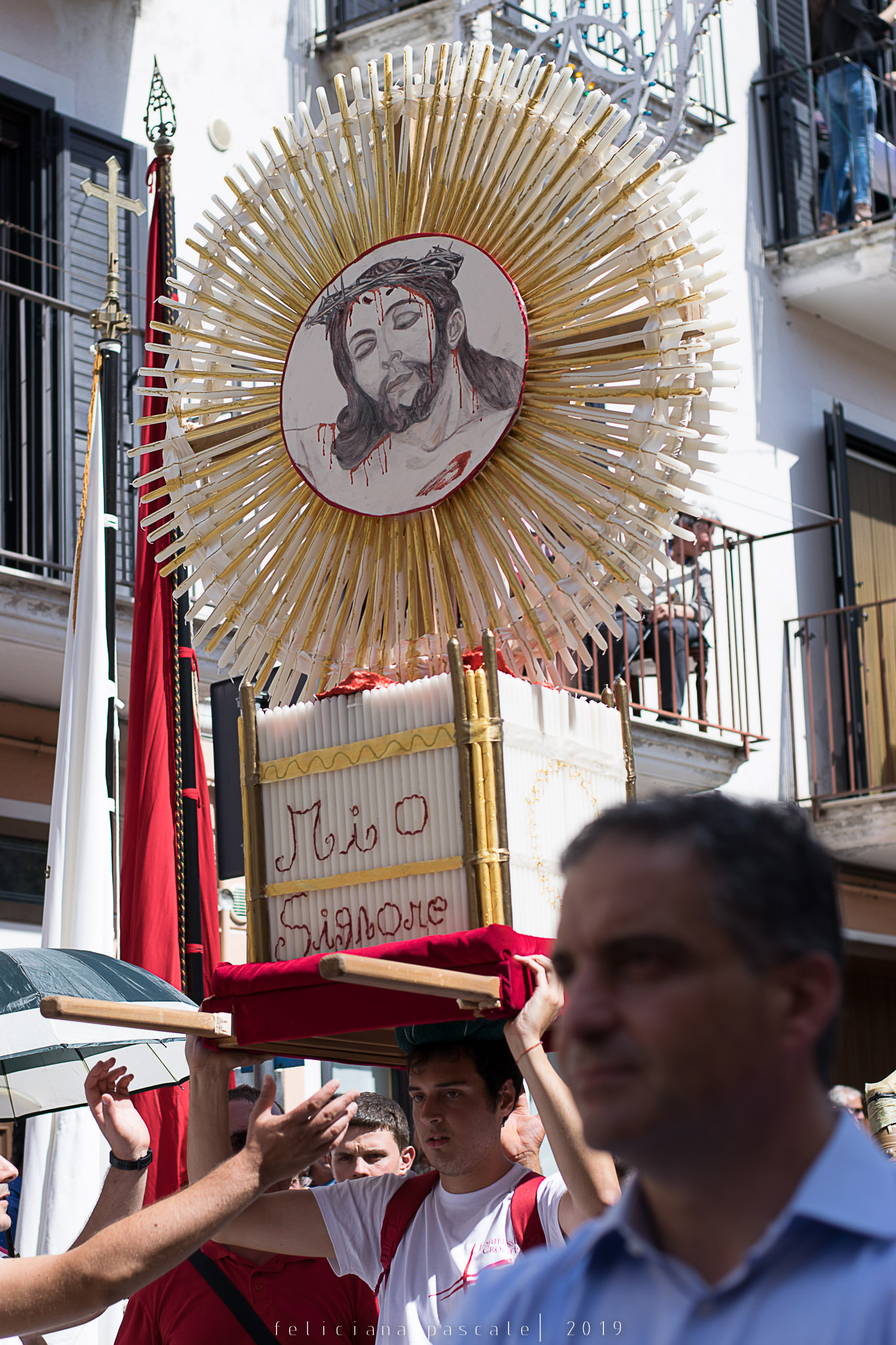
Cinto votivo al SS Crocifisso, antica espressione di fede

Giunti al Santuario, il SS. Crocifisso resterà lì esposto alla pietà e alla devozione dei fedeli fino alla terza domenica di settembre: è questo il periodo particolare nel quale i devoti di un tempo approfittavano della Santa Messa domenicale per recarsi in pellegrinaggio al Sacro Monte.
Ancora oggi, tuttavia, tanti sono i fedeli che anche da paesi limitrofi vi si recano, per cercare una grazia o ancor più la Santa Indulgenza.

### Settembre: la discesa
Le celebrazioni della terza domenica di settembre, giorno del rientro solenne nella chiesa madre di Brienza, e che cade qualche giorno dopo la festa liturgica dell'Esaltazione della croce, sono le più importanti e vedono testimoni migliaia di pellegrini. Durante il Santo Ottovario - otto giorni prima della processione di ritorno - i fedeli possono ottenere le indulgenze plenarie e parziali. Trascorsi questi giorni, la domenica mattina, dopo la Messa Solenne e la benedizione, il Cristo viene disteso su un telo di porpora, secondo il rito della "Vestizione", e preceduto dal clero e dalle confraternite e seguito dai giovani che portano sul capo "i cinti" e dal resto dei fedeli, ridiscende dal monte verso la chiesa dell'Annunziata.

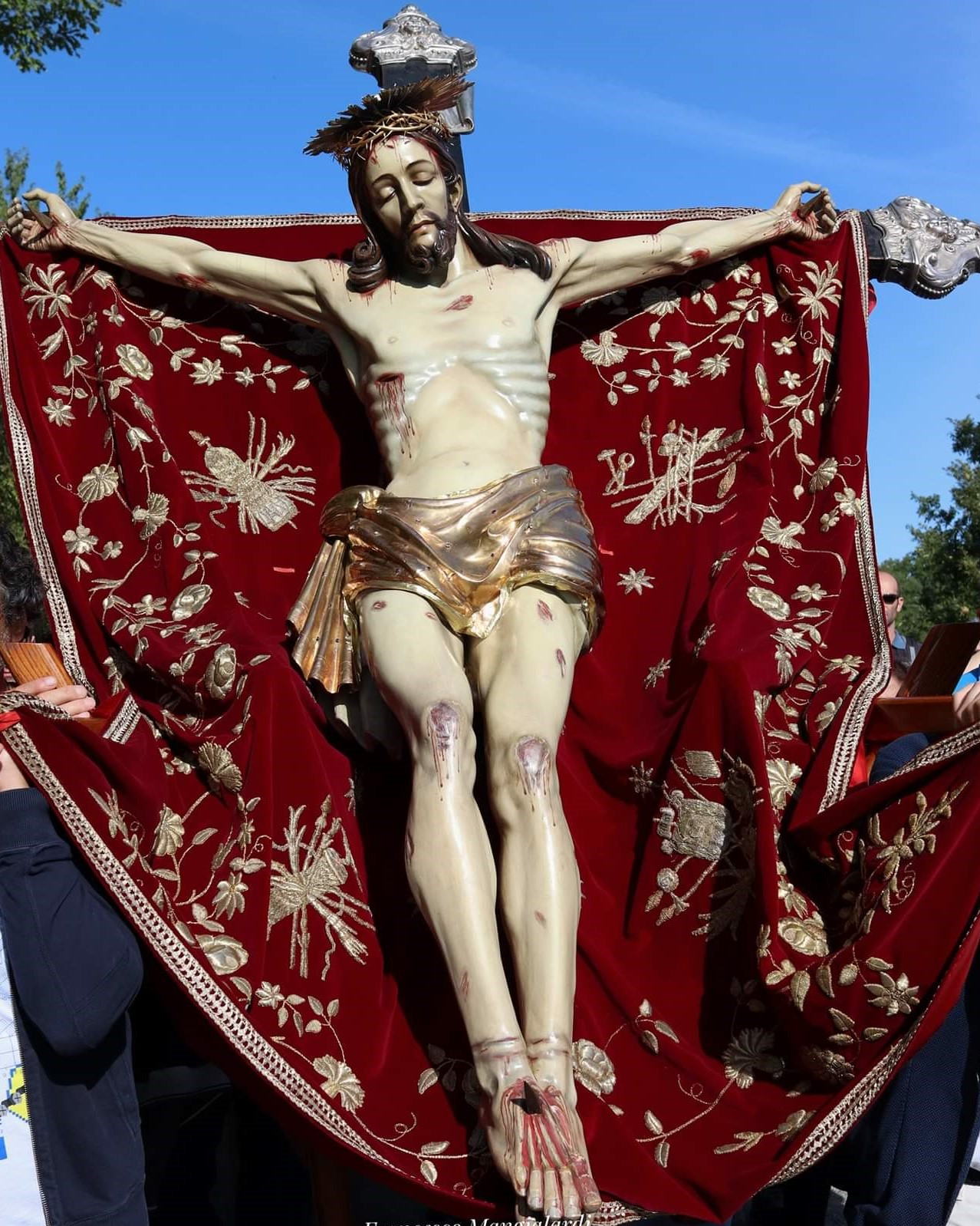
Il SS. Crocifisso del Sacro Monte di Brienza "vestito"

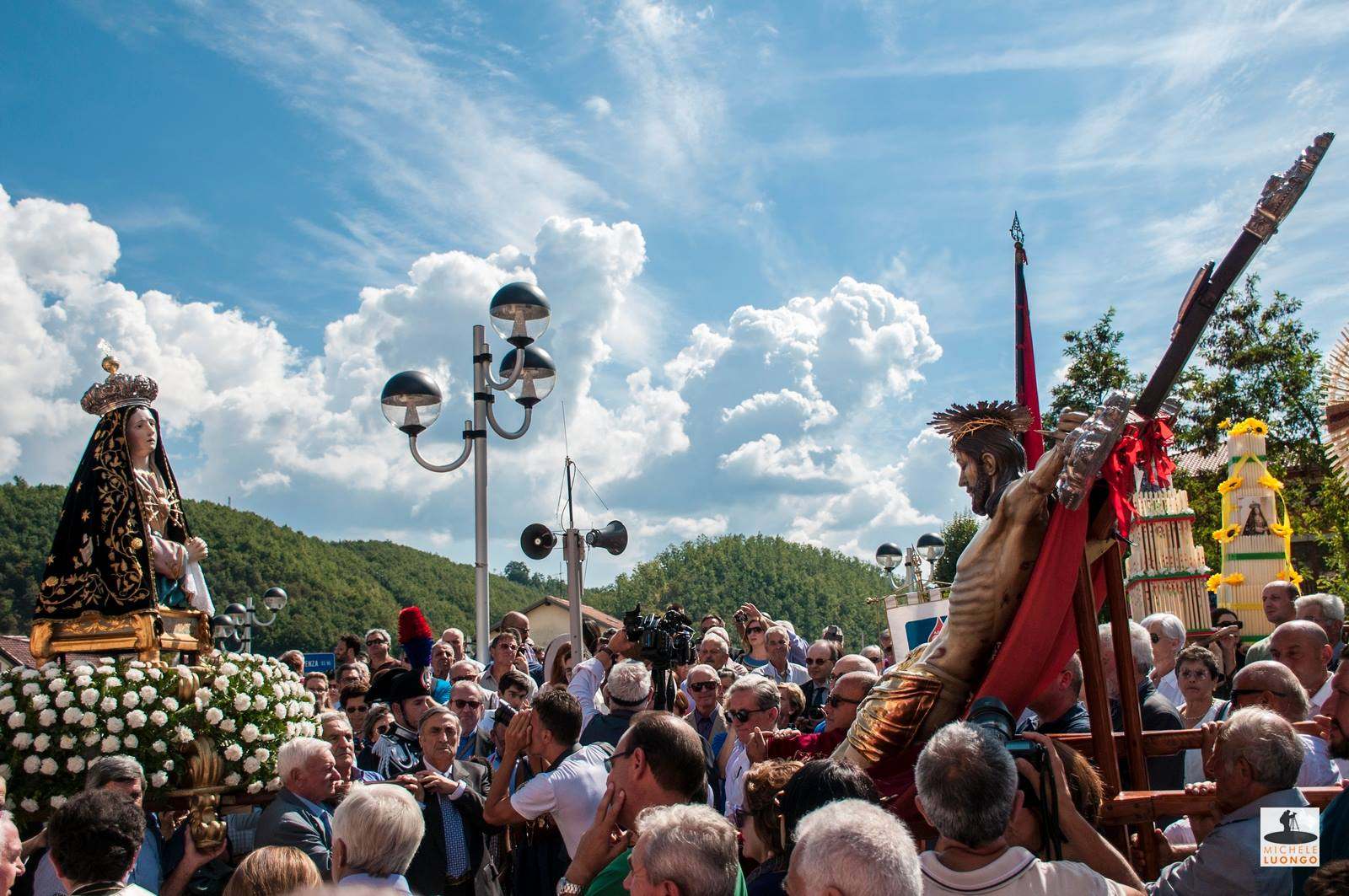
Maria Addolorata incontra il SS Crocifisso disceso dal Sacro Monte

Mentre la processione scende dal Santuario a monte verso Brienza, dalla Chiesa Matrice si avvia una seconda processione che accompagna la Madonna dell'Addolorata, vestita di nero e seguita da fanciulle nella stessa tenuta, incontro al Figlio: il commosso momento dell'incontro, accompagnato dai sacri canti, detto "l'affrontata", avviene alle porte del paese, qui le due processioni si fondono diventando un unico corteo.
La lunga processione giunge infine, fra preghiere e suoni di ciaramelle e zampogne, in piazza dove si volge il cosiddetto volo dell'angelo. Il momento del volo dell'angelo, rito forse connesso al culto di San Michele, rappresenta l'aspetto finale di questa solenne cerimonia: un bambino, vestito da angelo, appeso per la schiena a una carrucola, con il ginocchio in genuflessione, sospeso a mezz'aria su un cavo teso fra due palazzi frontali, viene calato per sette volte sul Crocifisso e sulla Madonna, mostrando al popolo dei fedeli i sette simboli della Passione: incenso, calice, corona di spine, spada, croce, lancia, cero e recitando nello stesso tempo strofe sulla Passione.

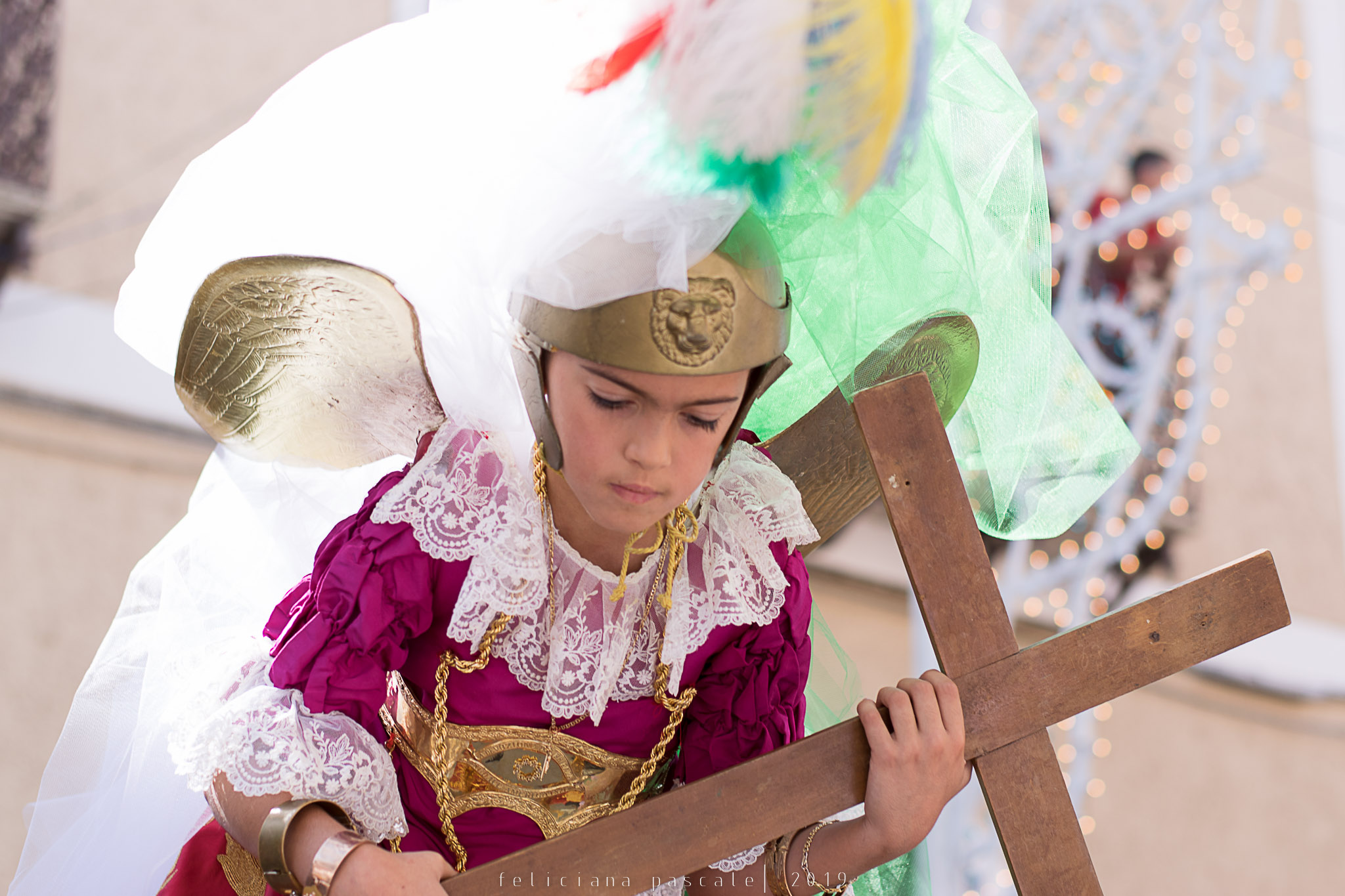
Il volo dell'Angelo che porta in dono al SS Crocifisso la Santa Croce